# Jonathan Basualdo
Jonathan Basualdo (San Jorge, Santa Fe, 5 de enero de 1999) es un baloncestista argentino que juega en la posición de alero.

## Trayectoria

### Clubes
| Club                        | País      | Año             |
| --------------------------- | --------- | --------------- |
| Atenas                      | Argentina | 2015 - 2017     |
| La Unión de Formosa         | Argentina | 2017 - 2018     |
| Estudiantes de Formosa      | Argentina | 2018            |
| Hindú                       | Argentina | 2018 - 2019     |
| Barrio Parque               | Argentina | 2019 - 2020     |
| Tiro Federal de Morteros    | Argentina | 2020 - 2021     |
| Atenas                      | Argentina | 2021 - 2022     |
| Villa San Martín            | Argentina | 2022            |
| San Jorge                   | Argentina | 2022            |
| Independiente BBC           | Argentina | 2022 - 2023     |
| Trebolense                  | Argentina | 2023            |
| Ciclista Juninense          | Argentina | 2023 - 2024     |
| CASA de Padua               | Argentina | 2024            |
| CyC Manabi                  | Ecuador   | 2024            |
| Centenario de Venado Tuerto | Argentina | 2024 - Presente |

## Selección nacional
Basualdo fue parte de la camada de jugadores juveniles que representó a la Argentina en el Campeonato Sudamericano de Baloncesto Sub-15 de 2014, el Campeonato FIBA Américas Sub-16 de 2015 y el Campeonato Mundial de Baloncesto Sub-17 de 2016.